# Chiesa di Santa Maria della Visitazione (Roma)
La chiesa di Santa Maria della Visitazione è un luogo di culto cattolico della città di Roma, nel quartiere Casal Bruciato (zona Tiburtina), in via dei Crispolti (all'incrocio con via Alfredo Comandini).

## Storia
Essa fu costruita tra il 1965 ed il 1971 su progetto dell'architetto Saverio Busiri Vici, e consacrata il 22 ottobre 1971 da monsignor Ugo Poletti.
La chiesa, già vicecura dal 1959, è sede parrocchiale, istituita dal cardinale vicario Clemente Micara il 30 marzo 1960 con il decreto Qua celeritate.
La chiesa fu visitata dai papi Paolo VI, negli anni settanta, e da Giovanni Paolo II, il 20 gennaio 1985.

## Descrizione
Così il Quercioli descrive questa originalissima chiesa:
(M. Quercioli, op. cit., p. 581)
La chiesa è affiancata da un campanile cilindrico composto di colonne e di elementi sporgenti in cemento “che rammentano un trampolino a più piani” (Quercioli).
Il vasto interno non presenta opere significative e quasi inesistente ne è la decorazione. Merita una particolare menzione il gruppo scultoreo raffigurante la Visitazione, opera dello scultore altoatesino Mussner G. Vincenzo di Ortisei.
La chiesa intende ricordare e trasfigurare il costato del Cristo con lo sterno ben visibile sulla facciata e con il cuore che coincide con la posizione dell'altare maggiore.
Tuttavia vi sono in merito altri differenti ed opposti punti di vista. 
Nel complesso l'edificio mantiene un desolante aspetto di costruzione non terminata.